# Heinz-Rudolf Weiler
Heinz-Rudolf Weiler (* 6. Juli 1955) ist ein ehemaliger deutscher Fußballspieler, der in der Fußball-Bundesliga für die Vereine 1. FC Kaiserslautern und SV Darmstadt 98 34 Spiele absolviert und dabei ein Tor erzielt hat.

## Laufbahn
Der gelernte Starkstromelektriker wechselte 1973 von seinem Heimatverein SV Eisenberg aus dem Donnersbergkreis nach Kaiserslautern in die Amateurmannschaft des 1. FCK. Er sammelte in der 1. Amateurliga Südwest Spielerfahrung und wurde von Cheftrainer Erich Ribbeck erstmals am neunten Spieltag der Bundesligarunde 1974/75 im Ligateam der Lauterer eingesetzt. Am 12. Oktober 1974 wurde Weiler für Josef Pirrung beim 2:0-Heimerfolg gegen Rot-Weiss Essen im Angriff der Pfälzer eingewechselt. Vierzehn Tage später, am 26. Oktober, debütierte das Angriffstalent auch im DFB-Pokal. In der ersten Hauptrunde setzte sich Kaiserslautern mit einem 7:1-Sieg gegen den Spandauer SV durch, Weiler erzielte dabei einen Treffer. Stammspieler im Angriff der Betzenbergelf waren Pirrung, Klaus Toppmöller und Roland Sandberg. Weiler kam in der Saison auf insgesamt 13 Bundesligaeinsätze und erzielte einen Treffer. 
Unter dem verantwortlichen DFB-Trainer für die Amateurnationalmannschaft, Jupp Derwall, debütierte der Lauterer Nachwuchsstürmer am 26. Februar 1975 beim Länderspiel in Mannheim gegen Frankreich in der DFB-Amateurauswahl. Am 16. April stand er zum zweiten Mal in der Ländermannschaft der Amateure beim Olympia-Qualifikationsspiel in Bielefeld gegen Spanien. Spielführer Egon Schmitt, Mittelfeldantreiber Uli Stielike und Stürmerkollege Ewald Hammes gelang aber kein Treffer, das Spiel endete torlos 0:0. Eine 2:3-Niederlage einen Monat danach in Barcelona verhinderte die Teilnahme an den Olympischen Sommerspielen 1976. Der DFB belohnte seine „Olympia-Amateure“ mit zwei Spielen Anfang Juli 1975 in Peking und Singapur. Beim 1:1 am 5. Juli gegen China zeichnete sich Weiler als Torschütze für die deutsche Mannschaft aus.
Als der 1. FC Kaiserslautern in der Saison 1975/76 in der Bundesliga den siebten Rang erreichte und im DFB-Pokal am 26. Juni 1976 in das Finale gegen den Hamburger SV einzog, kamen für Weiler nur vier weitere Bundesligaeinsätze hinzu und im Pokal war er lediglich in der ersten Hauptrunde gegen den VfR Mannheim aufgeboten worden. Zu Beginn der Runde 1976/77 kam er wieder im DFB-Pokal in der ersten Runde – 6. August wiederum gegen den VfR Mannheim – zum Einsatz und wurde auch im UEFA-Cup am 15. September gegen Famagusta eingesetzt. Da seine Perspektiven bei den „Roten Teufeln“ aber nicht gut waren, wechselte er im November 1976 zum FSV Frankfurt in die 2. Fußball-Bundesliga Süd. Am Bornheimer Hang debütierte er im Team von Trainer Milovan Beljin am 7. November 1976 beim 2:0-Heimerfolg gegen den FK Pirmasens und konnte sich sofort als Torschütze auszeichnen. Von 1976 bis 1978 – letztes Spiel für den FSV am 28. Oktober 1978 gegen Wormatia Worms – absolvierte er beim FSV Frankfurt 51 Zweitligaspiele und erzielte dabei zwölf Tore. 
Im November 1978 nahm er ein Angebot des abstiegsgefährdeten SV Darmstadt 98 aus der Fußball-Bundesliga an und debütierte am 4. November beim 1:1-Heimremis gegen Arminia Bielefeld in der Mannschaft von Trainer Lothar Buchmann am Böllenfalltor. An der Seite der Mitspieler Walter Bechtold, Kurt Eigl, Jürgen Kalb und Gerhard Kleppinger absolvierte er 17 Bundesligaspiele, der Abstieg in die 2. Liga konnte aber nicht verhindert werden. Zum vierten Rang in der Saison 1979/80 in der 2. Bundesliga steuerte Weiler in 19 Einsätzen zwei Treffer bei. Im Laufe des Jahres 1981 – nach monatelanger Verletzungspause – wurde er zum Sportinvaliden erklärt und beendete seine Laufbahn im Lizenzfußball.
In der Amateurfußballnationalmannschaft hatte er nach seinem neunten Länderspiel am 26. September 1978 in Bielefeld gegen China A seine internationale Laufbahn beendet.